# Saint-Agnet
Saint-Agnet é uma comuna francesa na região administrativa da Nova Aquitânia, no departamento Landes. Estende-se por uma área de 7,92 km². Em 2010 a comuna tinha 187 habitantes (densidade: 23,6 hab./km²).